# Копейкин, Алексей Александрович
Алексей Александрович Копейкин (род. 29 августа 1983, Ангарск, Иркутская область) — российский хоккеист, нападающий. Главный тренер ХК Авангард в чемпионате КХЛ 3×3. В КХЛ выступал за «Амур», «Авангард», «Сибирь» и «Витязь». Обладатель бронзовой медали чемпионата КХЛ сезона 2014/2015. Мастер спорта России.

## Биография
Родился 29 августа 1983 года в городе Ангарске Иркутской области. Воспитанник ангарского хоккея («Ермак»). В 2000 году окончил школу № 56 города Хабаровска.
Начал профессиональную карьеру в 2000 году в составе хабаровского клуба Первой лиги «Самородок», выступая до этого в фарм-клубе ярославского «Локомотива». В 2001 году дебютировал в Суперлиге в составе «Амура», в котором выступал до 2005 года, после чего подписал контракт с московским «Спартаком», где провёл один сезон, в котором сыграл 51 матч и набрал 19 (7+12) очков. Перед началом сезона 2006/07 перешёл в новосибирскую «Сибирь», в которой за 2 года провёл 117 матчей и набрал 53 (31+22) очка.
В 2008 году заключил соглашение с омским «Авангардом». Проведя 18 матчей сначала был командирован в клуб Высшей лиги из Кургана «Зауралье», затем принял решение вернуться в Хабаровск. После сезона 2010/11, в котором Копейкин снова стал одним из лучших бомбардиров клуба, набрав 22 (6+16) очка в 53 проведённых матчах, он принял решение продлить своё соглашение с командой ещё на один год.
В сезоне 2011/12 в 57 матчах набрал 27 (9+18) очков. 16 мая 2012 года принял решение вернуться в «Сибирь», с которой подписал двухлетний контракт и стал капитаном команды.
В 2016—2018 годах играл за ХК «Витязь» (Подольск).

## Награды и звания
- Мастер спорта России
- Обладатель бронзовой медали чемпионата КХЛ сезона 2014/2015.

## Статистика
| Легенда | Легенда                    | Легенда | Легенда                   | Легенда | Легенда    |
| ------- | -------------------------- | ------- | ------------------------- | ------- | ---------- |
| И       | Количество проведённых игр | Штр     | Штрафное время            | +/−     | Плюс-минус |
| Г       | Голы                       | П       | Голевые передачи          | О       | Очки       |
| -       | Статистика неизвестна      | —       | Статистика не учитывалась |         |            |